# Carnage
Carnage je bio švedski death metal sastav. Osnivali su Michael Amott i Johan Liva.

## Povijest
Carnage su osnivali krajemn 1988. Michael Amott i Johan Liva u Växjöu, Švedska. Godine 1090. objavili su dva demoalbuma: The Day Man Lost... i Infestation of Evil. Godine 1990. sastav je objavio svoj jedini studijski album, Dark Recollections. Album je ponovno objavljen kao split s albumom Hallucinating Anxiety sastava Cadaver. Ponovno je objavljen 2000. godine. Amott se pridružio sastavu Carcass te je osnovao Arch Enemy s Johanom Livom. Matti Kärki, David Blomqvist i Fred Estby osnovali su sastav Dismember.

## Članovi sastava
Posljednja postava
- Fred Estby – bubnjevi (1988. – 1990.)
- Michael Amott – gitara (1988. – 1990.)
- Johnny Đorđević – gitara (1988. – 1989.), bas-gitara (1989. – 1990.)
- David Blomqvist – gitara (1990.)
- Matti Kärki – vokal (1990.)

Bivši članovi
- Ramon – bas-gitara (1988. – 1990.)
- Michael Nicklasson – bas-gitara (1988.)
- Jeppe Larsson – bubnjevi (1988. – 1989.)
- Johan Liva – vokal, bas-gitara (1988. – 1990.)

## Diskografija
Studijski albumi
- Dark Recollections (1990.)

Koncertni albumi
- Live Stockholm Sweden 4.11.89. (1991.)

Demoalbumi
- The Day Man Lost... (1989.)
- Infestation of Evil (1989.)

Split albumi
- Dark Recollections / Hallucinating Anxiety (1990.)